# مطار زوني ماوتاي
مطار زوني ماوتاي (بالصينية: 仁怀茅台机场)(إياتا: WMT، إيكاو: ZUMT) مطار عام يقع بمدينة رينهواي في قويتشو في الصين. يبلغ طول المدرج 2600 م . يقع في قرية Gaodaping Town على بعد 16 كيلومترًا (9.9 ميل) من وسط مدينة رينهواي. سمي المطار على اسم خمور ماوتاي الشهيرة المنتجة في بلدة قريبة تحمل نفس الاسم. هو المطار الثاني في زوني مع مطار مطار زوني شينزهو.

## شركات الطيران والوجهات
| شركـات طيـران             | الوجهات |
| ------------------------- | --- |
| طيران الصين               | مطار بكين العاصمة الدولي، مطار كونمينغ جانغشوي الدولي، مطار تيانجين الدولي |
| Chengdu Airlines          | مطار تشنغدو تيانفو الدولي، مطار جييانغ شاوشان، مطار سانيا فينيكس الدولي، مطار تشنغتشو الدولي |
| خطوط شرق الصين الجوية     | مطار شيان شيانيانغ الدولي |
| خطوط جنوب الصين الجوية    | مطار قوانغتشو باييون الدولي |
| Colorful Guizhou Airlines | مطار تشونغتشينغ جيانغبى الدولي، مطار قوييانغ لونغدونغابو الدولي، مطار حيفي شينكياو الدولي، مطار جينان الدولي، مطار نانتشانغ تشانغبى الدولي، مطار نينغبو ليش الدولي، مطار شيجياتشوانغ تشنغدينغ الدولي، مطار تاييوان وسو الدولي، مطار ييوو |
| Kunming Airlines          | مطار تشانغشا هوانغوا الدولي، مطار كونمينغ جانغشوي الدولي، مطار نانجينغ الدولي، مطار شيشوانغباننا غاسا |
| خطوط شاندونغ الجوية       | مطار نانينغ وشو الدولي، مطار غينغادو جياودونغ الدولي |
| سبرينغ (شركة طيران)       | مطار شانغهاي هونغكياو الدولي |
| خطوط زيامن الجوية         | مطار فوتشو تشانغله الدولي، مطار هانغتشو شياوشان الدولي، مطار هاربين الدولي، مطار جينجيانغ تشيوانتشو، مطار ووهان تيانهي الدولي، مطار شيامن قاوتشي الدولي                                                                                  |

## وصلات خارجية
- http://www.flightstats.com/go/Airport/airportDetails.do?airportCode=